# هبار بن اسود
هبّار بن اسود بن مطلب بن اسد بن عبدالعزی بن قصی قرشی از صحابهٔ پیامبر اسلام است که در سال هشتم هجری اسلام آورد. پیامبر قبل از اسلام‌آوردنش، به‌خاطر ترساندن دخترش زینب درهنگام هجرت به مدینه — که سبب سقط جنین او شد — خونش را مباح اعلام کرده‌بود. در زمان فتوحات به شام رفت و در خلافت عمر بن خطاب به مدینه بازگشت. او جد هباریان سند است.